# إجهاد الظهر
إجهاد الظهر (بالإنجليزية: Back strain)‏ هو إصابة تصيب العضلات أو الأوتار. يؤدي إجهاد الظهر إلى التواء أو شد العضلات والأوتار الداعمة للعمود الفقري. يحدث إجهاد الظهر المزمن نتيجة التعرض المستمر للضغط والتحميل المفرط على عضلات الظهر، مما يؤدي إلى تآكلها بمرور الوقت. أما إجهاد الظهر الحاد فيمكن أن يحدث نتيجة لحركة مفاجئة تؤدي إلى إجهاد العضلات، مثل رفع جسم ثقيل. ويُعد إجهاد الظهر المزمن أكثر شيوعًا من النوع الحاد.
لتجنب إجهاد الظهر، من المهم ثني الركبتين عند رفع جسم ثقيل – راجع تمارين القرفصاء الجزئية.

## العلامات والأعراض
يكون الألم في الظهر موضعيًا ولا يمتد إلى الساق. يظهر بشكل مفاجئ وقد يكون مصحوبًا بتشنجات عضلية. يكون الألم من النوع الخفيف والمُوجِع، ويقل مع الراحة، لكنه قد يزداد سوءًا مع الحركة.

## الأسباب
- رفع الأوزان الثقيلة بطريقة غير صحيحة
- الحركات المفاجئة أو الالتواءات
- الجلوس أو الوقوف بوضعيات غير سليمة
- قلة ممارسة التمارين الرياضية
- زيادة الوزن
- الإجهاد المتكرر
- التوتر والقلق
- نقص العناصر الغذائية
- السمنة وزيادة الوزن

## التشخيص
يُشخَّص إجهاد الظهر من خلال الخطوات التالية :
1. التاريخ الطبي
2. الفحص البدني
3. الفحوصات التصويرية مثل :

- الأشعة السينية
- التصوير بالرنين المغناطيسي
- التصوير المقطعي

## العلاج
يتم علاج إجهاد الظهر باستخدام المسكنات مثل الإيبوبروفين، إلى جانب الراحة واستخدام الكمادات الباردة. يمكن للمريض استئناف أنشطته خلال 24 إلى 48 ساعة بعد انخفاض الألم والتورم. لا يُنصح بالتثبيت المطول أو الراحة في الفراش لفترات طويلة. إذا لم يقل الألم خلال أسبوعين، فقد يكون من الضروري اللجوء إلى علاجات إضافية. يمكن الوقاية من إجهاد الظهر من خلال تبنّي ميكانيكا جسم صحيحة أثناء الجلوس، والوقوف، والرفع.